# Caso Roberto Farina
O Caso Roberto Farina foi um processo judicial brasileiro de repercussão nacional e internacional na década de 1970, ocorrido com o médico Roberto Farina, primeiro cirurgião brasileiro a realizar, em 1971, na cidade de São Paulo, uma cirurgia de redesignação sexual em uma mulher trans.
O médico chegou a ser condenado a dois anos de prisão por ter realizado o procedimento e foi depois absolvido, pois a justiça concluiu que a cirurgia era o único meio de aplacar a angústia da pessoa trans operada. Além disso, a paciente possuía parecer favorável de uma junta médica do Hospital das Clínicas de São Paulo para intervenção cirúrgica como solução terapêutica.

## O caso

### Antecedentes e condenação
Em 1969, a manicure e maquiadora trans Waldirene Nogueira, sentindo-se incomodada com seus órgãos genitais, saiu da cidade de Lins, interior de São Paulo, e foi para a capital paulista procurar ajuda no Hospital das Clínicas de São Paulo, sendo inicialmente atendida pela endocrinologista Dorina Epps. Nas Clínicas, ela foi acompanhada por uma equipe interdisciplinar e passou a frequentar sessões de terapia semanais, onde foi diagnosticada com disforia de gênero e a cirurgia de redesignação sexual sugerida como solução terapêutica. A primeira cirurgia desse tipo no mundo havia sido realizada em 1931, na Áustria, mas o primeiro caso bem-sucedido conhecido, somente em 1952, na Dinamarca. Em um primeiro momento, a equipe que cuidava de Waldirene cogitou levá-la aos Estados Unidos para que pudesse passar pela cirurgia de redesignação sexual sob direcionamento de médicos estrangeiros, uma vez que esse tipo de cirurgia só estava disponível no exterior. No entanto, o cirurgião plástico Roberto Farina – que também era professor de cirurgia plástica na Escola Paulista de Medicina (hoje parte da Universidade Federal de São Paulo) – se comprometeu a aprender o procedimento e realizá-lo em Waldirene. Foi então que Farina adquiriu literatura especializada e realizou em laboratório diversos testes em cadáveres humanos, até que, em dezembro de 1971, realizou o procedimento em Waldirene, naquela que seria a primeira cirurgia de redesignação sexual em uma mulher trans do Brasil. Tal procedimento foi realizado no Hospital Oswaldo Cruz e consistiu na ablação do pênis e testículos e na confecção de uma neovagina. A cirurgia foi realizada sem nenhum custo à paciente e a mesma mostrou-se satisfeita com o resultado, dando o seguinte depoimento na época:
"Minha vida antes da operação era um martírio insuportável por ter que carregar uma genitália que nunca me pertenceu. Depois da operação fiquei livre para sempre – graças a Deus e ao Dr. Roberto Farina – dos órgãos execráveis que me infernizavam a vida, e senti-me tão aliviada que me pareceu ter criado asas novas para a vida."
Em 1975, Waldirene fez o pedido de retificação de nome e gênero em seu registro civil junto ao Tribunal de Justiça de São Paulo, o qual foi negado. Tal ocorrido fez com que a cirurgia de Waldirene gerasse grande repercussão, chamando a atenção da opinião pública e dos profissionais ligados à medicina e ao direito pelo fato de uma mulher trans ter sofrido um procedimento cirúrgico até então não previsto na lei, e portanto ilícito. A partir daí, iniciou-se um cerco judicial contra o médico e sua paciente.
Em 1976, Roberto Farina, que já havia anunciado durante um congresso de medicina ter realizado diversas cirurgias de redesignação sexual, foi intimado pelo Ministério Público do Estado de São Paulo a fornecer os nomes e o endereço de todas as suas pacientes operadas, mas Farina se negou. Nesse mesmo período, Waldirene teve de passar por diversos constrangimentos, como ser levada coercitivamente para o Instituto Médico Legal de São Paulo e obrigada a se deixar fotografar nua, além de ser submetida a um exame ginecológico, onde um espéculo de metal foi introduzido em seu corpo e, dentro dele, uma fita métrica para registrar o comprimento e a largura do canal vaginal; o objetivo do IML era verificar se Waldirene havia nascido com o órgão genital feminino. Ela chegou a pedir na justiça um habeas corpus preventivo para não ser submetida ao exame, mas teve o pedido negado. O exame compulsório, assinado pelo legista Harry Shibata, não conseguiu identificar qualquer anomalia. Todavia, o resultado, embora surpreendente, não freou o processo judicial. O Promotor de Justiça Messias Piva dizia que os juristas não deviam se impressionar com o "sensacionalismo" dos médicos e classificou Waldirene como "doente mental". Os antigos órgãos retirados na operação foram tidos pela justiça como um "bem físico" tutelado pelo Estado.
Dois anos depois, em 6 de setembro de 1978, Waldirene foi considerada vítima, à sua revelia, e Farina condenado em primeira instância a dois anos de reclusão sob alegação de haver infringido o disposto no art. 129, § 2°, III, do Código Penal Brasileiro. O processo foi movido pelo Conselho Federal de Medicina, que o acusou de lesões corporais graves e a sentença proferida pelo juiz Adalberto Spagnuolo. Naquela altura, Roberto Farina já acumulava vasta experiência em cirurgias de redesignação sexual, tendo operado diversas pessoas, entre elas o psicólogo João W. Nery, reconhecido como o primeiro homem trans a passar por esse tipo de procedimento no Brasil. 

### Manifestação da comunidade científica
O caso repercutiu internacionalmente e provocou comoção na comunidade científica internacional, com dezenas de pesquisadores de diversos países enviando cartas de apoio a Farina. Entre eles, destaca-se o professor de pediatria e psicologia médica John Money, da Escola de Medicina da Universidade Johns Hopkins, que antes da condenação, escreveu:
"Seria um erro das autoridades judiciais no Brasil de processar o Dr. Farina por seguir um procedimento médico e cirúrgico internacionalmente respeitado e aceito."
O psiquiatra Robert Rubin, da Escola de Medicina da Universidade da Califórnia em Los Angeles, relatou:
"Em nenhum dos outros países do mundo onde esse tipo de tratamento médico foi praticado, um médico foi acusado de conduta criminosa pelo Estado. É um retrocesso muito danoso para a imagem do Brasil."

### Parecer e absolvição
Em 17 de outubro de 1978, o jurista Heleno Cláudio Fragoso proferiu parecer sobre o caso, dizendo que Roberto Farina atuou estritamente dentro dos limites do exercício regular do direito, não praticando dolo nenhum, mesmo se houvesse ocorrido erro nessa indicação terapêutica da cirurgia. Um ano mais tarde, em 6 de novembro de 1979, a 5ª Câmara do Tribunal de Alçada Criminal de São Paulo, por votação majoritária, deu provimento ao apelo e absolveu o acusado. Tal texto explicitava:
"Não age dolosamente o médico que, através de cirurgia, faz a ablação de órgãos genitais externos de transexual, procurando curá-lo (sic) ou reduzir seu sofrimento físico ou mental. Semelhante cirurgia não é vedada pela lei, nem pelo Código de Ética Médica."
Pesou também em favor do médico a ausência de dolo (animus laedendi), a falta de fato típico, tendo em vista que a intervenção objetivava a atenuação do problema. O artigo 23 do Código Penal em seu inciso III assegura que não há crime quando o agente pratica o ato em estrito cumprimento do dever legal ou no exercício regular do direito. Desse modo, entende-se que o médico que efetuou a intervenção na mulher trans não ofendeu sua integridade corporal ou sua saúde.
Depreendeu-se ainda que não houve perda de função do pênis da pessoa, visto que o órgão já era inútil para fins sexuais em virtude de a paciente ter o corpo feminilizado pela ingestão de hormônios.

## As cirurgias após o caso
Em 1979, pouco antes do desfecho do Caso Roberto Farina, o médico e deputado federal José de Castro Coimbra enviou o Projeto de Lei nº 1.909 ao Congresso Nacional para que seus membros votassem pela proteção à médicos em casos de operações que impliquem a ablação de partes do corpo. Embora aprovado pelo Congresso, tal Projeto de Lei foi vetado pelo então Presidente da República, João Figueiredo. As cirurgias de redesignação sexual passaram então a ser realizadas por diversos médicos, incluindo Farina, de forma clandestina em clínicas privadas. Segundo a revista Trip, foram realizadas 270 cirurgias de redesignação sexual entre 1972 e 1997 no Brasil, todas clandestinas. Entretanto, houve registros de cirurgias autorizadas durante esse período, como no ano de 1988, quando o Conselho Federal de Medicina autorizou, em caráter excepcional, uma cirurgia em uma pessoa trans da cidade de Florianópolis. De acordo com o ginecologista Murillo Pacheco Motta, que realizou o procedimento, a cirurgia era extremamente necessária, pois a paciente já havia se submetido a diversas cirurgias clandestinas que deformaram o seu corpo. Em 25 de maio de 1995, o cirurgião plástico Antonio Lino de Araújo realizou no Hospital Regional da Asa Norte em Brasília, uma cirurgia de redesignação sexual na trans Valéria José dos Santos. A diretora do referido hospital público, Emy Rezende, chegou a acionar a polícia e o Conselho Regional de Medicina do Distrito Federal sobre o caso, mas o cirurgião conseguiu provar que havia conseguido um parecer favorável do Conselho Federal de Medicina para a realização do procedimento. As cirurgias só foram oficialmente reconhecidas pelo Conselho Federal de Medicina e autorizadas a toda população trans após a publicação da Resolução CFM nº 1.482 de 1997, onde a autarquia autoriza os hospitais a fazê-las (essa resolução recebeu atualizações em 2002, 2010 e 2019). A primeira mulher trans operada legalmente após a resolução foi Bianca Magro, no Hospital de Clínicas da Unicamp, em Campinas, em 8 de abril de 1998. Em 10 de fevereiro de 2021, os médicos José Carlos Martins e Claudio Eduardo Pereira de Souza do Hospital Santo Antônio da cidade de Blumenau, operaram, quase que simultaneamente, duas irmãs gêmeas univitelinas; Sofia Albuquerck e Mayla Phoebe. Tal procedimento foi considerado inédito no mundo.
Em 2008, ficou estabelecido pelas Portarias SAS/MS nº 457 e GM/MS nº 1 707 a realização de diversos procedimentos cirúrgicos de transição de gênero no Sistema Único de Saúde (SUS), entre eles a cirurgia de redesignação sexual do tipo neocolpovulvoplastia (para mulheres trans). Em 2019, a Portaria MS nº 1 370 determinou que a cirurgia do tipo metoidioplastia (para homens trans) também fosse realizada no SUS, mas apenas em caráter experimental.
Em 2018, o Supremo Tribunal Federal (STF), ao julgar a ADI nº 4275, reconheceu a transgêneros, transexuais e travestis o direito de retificação do nome, gênero ou ambos no registro civil sem a necessidade de cirurgia.